# Władysławowo
Władysławowo là một thị trấn thuộc huyện Pucki, tỉnh Pomorskie ở bắc Ba Lan. Thị trấn có diện tích 39 km². Đến ngày 1 tháng 1 năm 2011, dân số của thị trấn là 15111 người và mật độ 385 người/km².